# تپه کول یری ۱
تپه کول یری ۱ مربوط به هزاره دوم قبل از میلاد - دوره اشکانیان - دوره ساسانیان - سده‌های اولیه دوران‌های تاریخی پس از اسلام است و در شهرستان مراغه، بخش مرکزی، دهستان سراجوی شمالی، ۲/۵ کیلومتری روستای گل واقع شده و این اثر در تاریخ ۲۷ اسفند ۱۳۸۶ با شمارهٔ ثبت ۲۲۷۳۷ به‌عنوان یکی از آثار ملی ایران به ثبت رسیده است.